# 1861 Komenský
1861 Komenský eller 1970 WB är en asteroid i huvudbältet som upptäcktes den 24 november 1970 av den tjeckiske astronomen Luboš Kohoutek vid Bergedorf-observatoriet. Den har fått sitt namn efter Johan A. Comenius.
Asteroiden har en diameter på ungefär 14 kilometer och den tillhör asteroidgruppen Eos.